# Mir kann keiner!
Mir kann keiner! ist ein einfaches Brettspiel, das wie Mensch ärgere Dich nicht, Eile mit Weile und andere Spiele auf dem indischen Pachisi aufbaut.

## Geschichte
Das Spiel Mir kann keiner! erschien 1928 in der Elo-Reihe des Otto Maier Verlag, Ravensburg, in der im Jahr zuvor auch das später zum Klassiker avancierte Spiel Fang den Hut erschienen war. Die grafische Umsetzung stammt dabei ebenfalls von Fritz Ehlotzky.

## Spielweise
Das Spiel wird mit vier Personen auf einem Spielplan mit einer kreisförmigen Laufbahn aus 32 Spielfeldern gespielt, während Mensch ärgere Dich nicht 44 Felder und Eile mit Weile je nach Variante 68 bis 80 Felder aufweist. Gespielt wird Mir kann keiner! mit drei Spielfiguren pro Spieler, die zu Spielbeginn auf einem Startfeld platziert werden und einen Einlaufbereich von ebenfalls drei Feldern der gleichen Farbe erreichen müssen. Anders als bei Pachisi und Eile mit Weile gibt es keine Ruhefelder, zwei Steine einer Farbe können eine Blockade bilden.

## Belege
1. ↑  Bruce Whitehill: Parcheesi – The Royal Game. auf thebiggamehunter.com
2. ↑  Ravensburger bei der Europäischen Spielesammler-Gilde, u. a. mit Vorstellung der ELO-Spieleserie.
3. 1 2 3  Mir kann keiner! In: Erwin Glonnegger: Das Spiele-Buch. Brett- und Legespiele aus aller Welt – Herkunft, Regeln und Geschichte. Drei Magier, Uehlfeld 1999, ISBN 3-9806792-0-9, S. 17.